# Falco punctatus
Il gheppio di Mauritius (Falco punctatus Temminck, 1821) è un piccolo falcone endemico dell'isola di Mauritius, probabilmente colonizzata da un gheppio africano o asiatico durante il tardo Pleistocene, e successivamente evolutosi nella forma attuale.

## Descrizione
L'epiteto specifico, punctatus, si riferisce alla livrea dell'adulto, finemente macchiettata. La taglia della specie varia dai c. 25 cm del maschio, ai c. 30 cm della femmina. Il peso è, rispettivamente, di c. 180 e 250 gr. Il maschio, come per tutti i falconiformi, è più piccolo della femmina (il fenomeno è chiamato "dimorfismo sessuale invertito"). Le ali, appuntite in quasi tutti gli altri falconi, sono invece, in questa specie, arrotondate (v. più oltre "ecologia e comportamento"). Il potenziale di vita è circa di 15 anni. Generalmente è raggiunto solo in cattività.

## Distribuzione e habitat
Il gheppio di Mauritius è specie endemica dell'omonima isola. Allo stato originale viveva esclusivamente nella foresta pluviale, ora ristretta alla zona del Black River Gorge, nel sudovest dell'isola.

## Ecologia e comportamento
Il gheppio di Mauritius caccia con tecniche simili allo sparviero. Si sposta da un albero all'altro, in attesa di avvistare una preda, preferibilmente a terra. La cattura poi con un volo veloce e spesso acrobatico, evitando gli ostacoli tipici della foresta. Questo spiega l'evoluzione delle ali, originariamente appuntite e quindi più adatte a voli sostenuti a lungo e a picchiate veloci. Le sue prede tipiche sono soprattutto i gechi di foresta, ma anche insetti e piccoli uccelli.

## Conservazione
Prima della colonizzazione da parte degli Europei, si pensa che la specie contasse dalle 164 alle 328 coppie nidificanti nei 1644 chilometri quadrati della foresta pluviale originaria (Cade, 1982). Un numero apparentemente modesto, ma tipico di altre specie endemiche di territori piccoli, cioè ristrette a un particolare habitat molto piccolo. Nel corso dei secoli XVII e XIX i colonizzatori europei distrussero gran parte della foresta pluviale, per far posto alle coltivazioni di canna da zucchero. La popolazione di gheppi si ridusse così moltissimo, per poi venire ulteriormente decimata a partire dagli anni successivi al 1940, con l'uso indiscriminato del DDT (utilizzato per combattere la zanzara anofele, portatrice della malaria). Il colpo di grazia lo diedero i gatti randagi, le manguste e i macachi, tutti quanti predatori sia dei falchi adulti che delle loro uova.
Nel corso degli anni '60 il Governo francese tentò un primo esperimento di allevamento in cattività, che non produsse risultati positivi. Nel 1974 restavano al mondo solo sei o forse sette esemplari. Contro il parere di tutta la comunità scientifica, che considerava la specie persa per sempre, il Peregrine Fund e il Jersey Wildlife Trust (ora Durrell W. T.), iniziarono un programma di riproduzione in cattività, forti dell'esperienza che era stata conseguita con la brillante reintroduzione del falco pellegrino nell'America settentrionale. L'operazione ebbe un tale successo che, già all'inizio degli anni '90, fu possibile por fine ai rilasci, in quanto la popolazione rinselvatichita era considerata autosufficiente. Oggi gli allevamenti in cattività vengono proseguiti solo per sicurezza. In natura si contano oltre 800 esemplari adulti, in aumento, e si ritiene vi sia spazio per altri 50-150.
L'eccezionale successo, tanto più rilevante se si considera che è stato ottenuto con una spesa complessiva di soli 500000 $ circa, si deve alla concomitanza di alcuni fattori curiosi e imprevedibili. All'inizio del XX secolo, i coloni dell'isola importarono dall'Africa orientale alcuni esemplari di una lucertola agamide (Agama agama), amata per i bellissimi colori. Il nuovo ambiente era evidentemente adatto, e la specie si sviluppò vistosamente su tutta l'isola. Uno dei fattori limitanti delle popolazioni originali di gheppi era la sua alimentazione, costituita principalmente da un geco di foresta, del peso medio di 5 gr, di cui naturalmente i falchi dovevano catturare parecchi esemplari al giorno. Inoltre i gheppi nidificavano esclusivamente in cavità naturali di vecchi alberi, la cui scarsezza è un classico fattore limitante di molte specie di uccelli.
Entrambi i comportamenti erano il retaggio dello storico adattamento alla vita nella foresta pluviale, e, venendo questa a mancare, i gheppi non potevano che diminuire drasticamente. Si può presumere che questi comportamenti fossero condizionati, almeno in parte, dall'insegnamento trasmesso, generazione dopo generazione, dai genitori. Gli esemplari nati in cattività, invece, erano certamente meno condizionati, e inclusero spontaneamente nella loro dieta le lucertole, che vivono fuori dalla foresta, sono abbondantissime e, soprattutto, pesano un centinaio di grammi ciascuna: con una sola cattura, un gheppio trova il cibo per tutta la giornata. Inoltre i giovani gheppi adottarono facilmente le cassette-nido, predisposte per loro. In tal modo la specie può oggi approfittare dell'intera isola.
Apparentemente, il notevole collo di bottiglia, causato dal minuscolo gruppo originale di riproduttori, non sta causando problemi. Si pensa che la spiegazione vada ricercata nella storia della specie. L'Isola Mauritius è un antico vulcano ora spento, ed è sottoposta a periodici cicloni. Probabilmente, nei millenni, cataclismi potrebbero aver periodicamente decimato le popolazioni. Questa selezione naturale potrebbe aver progressivamente eliminato gli alleli responsabili della depressione da mancanza di variabilità genetica (similmente a quanto si fa o si tenta di fare con l'allevamento artificiale delle razze domestiche, anch'esse quasi sempre derivate da pochissimi esemplari e per di più generalmente riprodotti in consanguineità.

## Note

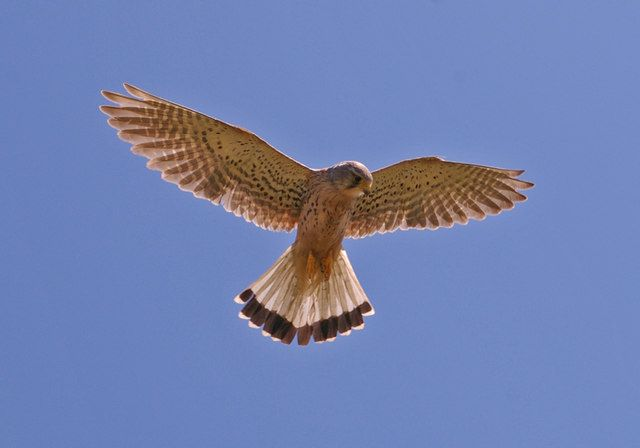
Esemplare in volo